# Hajk (postać legendarna)
Hajk nahapet (także Król Hajk, diucazun Hajk, orm. Հայկ) – mitologiczny heros, którego uważano za protoplastę narodu ormiańskiego. Mojżesz z Chorenu w swojej pracy „Historia Armenii” omawia legendę o tytule „Hajk i Bel”, gdzie opisuje go jako mocno zbudowanego herosa (diucazun) o potężnych ramionach. Mojżesz z Chorenu podaje, że Hajk jest synem Torgoma, wnukiem Gomera, prawnukiem Jafeta i praprawnukiem Noego.